# 风机
风机（fan）又称通风机（ventilating machine），是一种利用旋转叶轮，将电能（或机械能）转换为气体势能和动能的電動機（或旋转式机械），用于输送空气及其混合物的动力机械、保持空气或其他气体连续流动。风机是從電風扇發展而來的。
鼓风机（air blower）则是出口压力较大的风机，其定义的排气压力各学术单位略有不同，一般指在设计条件下，风压为 30～200kPa 或压缩比为 1.3～3的风机。
此外，还有引风机、送风机。引风机（induced draft fan）泛指用于吸引设备（如锅炉、炉窑）产出的高温气体（如排烟）并进行排放的风机。送风机（forced draft fan）则泛指送风设备，或专指供给锅炉燃料燃烧所需空气的风机。

## 分类
最常见的风机包括离心式风机（centrifugal fan），轴流式风机（axial fan）和贯流式风机（cross-flow fan）。
离心式风机，气流沿平行旋转轴的方向流入叶轮，被高速旋转的叶轮沿垂直旋转轴的方向甩出，通过蜗壳的收集，从出口排出；
轴流式风机，气流沿平行旋转轴方向流入叶轮，被旋转叶轮加压以后，仍然沿平行旋转轴方向流出叶轮，通过下游的扩压器收集，排出；
贯流式风机，气流沿垂直旋转轴方向流入叶轮，穿过叶轮以后，仍然沿垂直旋转轴方向流出。